# 木之下城伝承館・堀部邸
木之下城伝承館・堀部邸（きのしたじょうでんしょうかん ほりべてい）は、愛知県犬山市犬山南古券272にある施設。文化財登録名称は堀部家住宅（ほりべけじゅうたく）であり、旧堀部家住宅（きゅうほりべけじゅうたく）とも呼ばれる。主屋、離座敷、渡り廊、土蔵、作業場、高塀が登録有形文化財。

## 歴史
堀部家は犬山藩主の成瀬氏に仕えた武士の家系である。明治初期、堀部勝四郎は犬山城下の土地を購入して養蚕業を営み、1883年（明治16年）に主屋を建てた。明治時代の建築ではあるが、武家風の屋敷であるとされる。
2006年（平成18年）3月27日、主屋、離座敷、渡り廊、土蔵、作業場、高塀の6件が登録有形文化財に登録された。
2015年（平成27年）6月、NPO法人古代邇波の里・文化遺産ネットワーク（ニワ里ねっと）が旧堀部家住宅の新たな運営団体となり、木之下城伝承館・堀部邸がオープンした。2021年（令和3年）3月20日、内部に提灯工房&カフェ「みな蔵」がオープンした。

## 建築

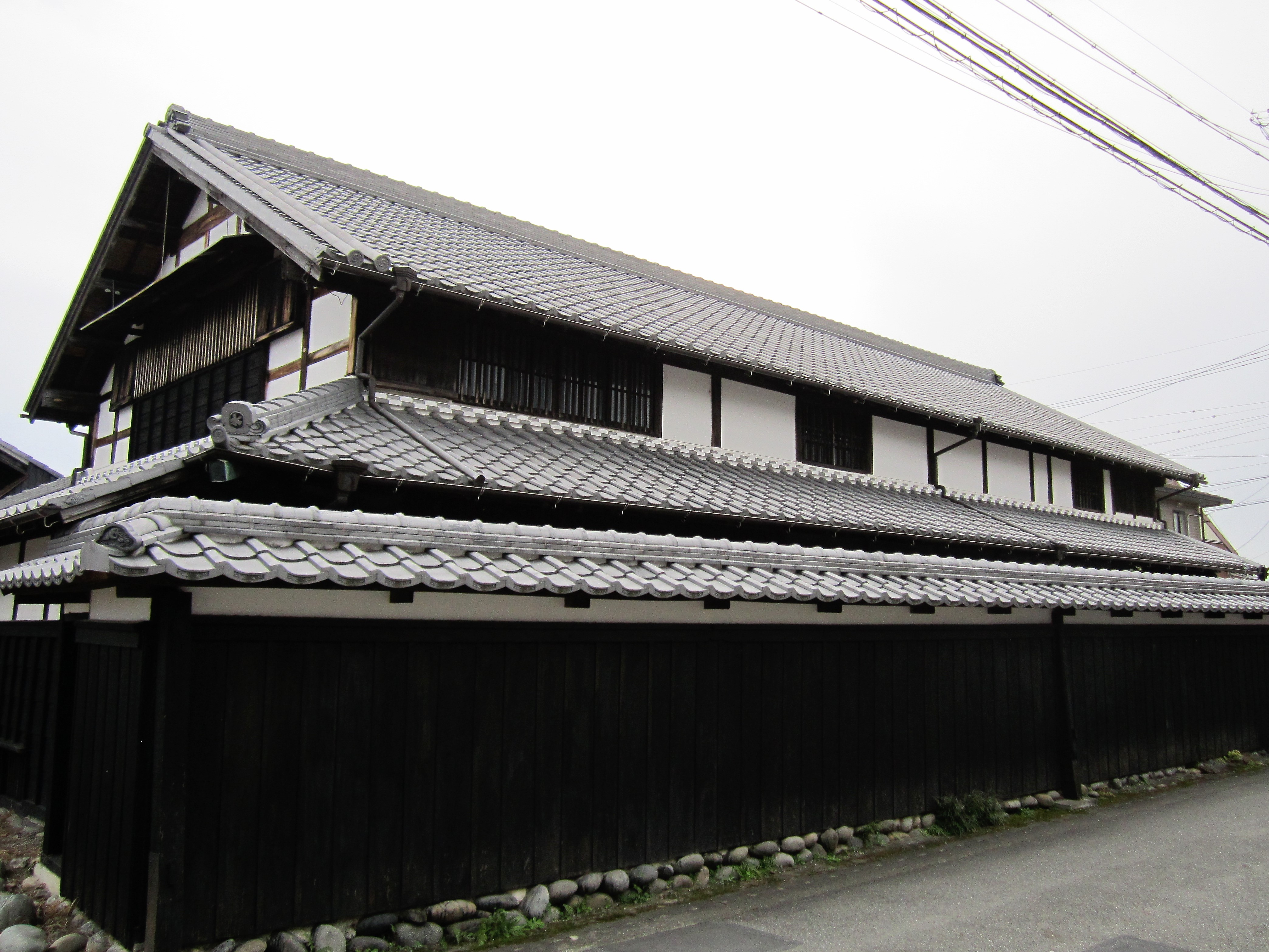
高塀

- 主屋
  - 木造2階建、切妻造、平入、桟瓦葺[1]。建築面積196平方メートル[1]。桁行9間半、梁間4間[1]。北面して建つ[1]。西側に土間と台所があり、東側に六間取の間取りである[1]。犬山城下に現存する唯一の武家風屋敷とされる[7]。
  - 1883年（明治16年）竣工[1]。

- 離座敷
  - 木造平屋建、入母屋造、桟瓦葺[2]。建築面積50平方メートル[2]。桁行5間、梁間2間半[2]。主屋の南東に接続し、8畳の座敷、7畳の次の間からなる近代和風建築である[2]。
  - 大正時代竣工[2]。

- 渡り廊
  - 木造平屋建、桟瓦葺[3]。建築面積47平方メートル[3]。桁行9間、梁間7尺[3]。敷地西端に延びる通路であり、内部には物置、便所、風呂などがある[3]。
  - 1893年（明治26年）頃竣工[3]。

- 土蔵
  - 土蔵造2階建、切妻造、桟瓦葺[4]。建築面積54平方メートル[4]。桁行4間半、梁間2間半[4]。敷地の中央に建つ[4]。
  - 1893年（明治26年）竣工[4]。

- 作業場
  - 木造平屋建、切妻造、桟瓦葺[5]。建築面積6平方メートル[5]。土蔵の東側に接続する[5]。桁行3間半、梁間2間の物置、桁行3間、梁間2間の農作業小屋、桁行3間、梁間2間の蚕室が並ぶ[5]。
  - 1893年（明治26年）頃竣工[5]。

- 高塀
  - 木造、瓦葺[6]。延長22メートル[6]。敷地の北端にある[6]。
  - 昭和前期竣工[6]。

- 高塀

## 利用案内
- 休館日 - 月曜・火曜
- 営業時間 - 12時から18時
- 入館料 - 無料